# Robert Satanowski

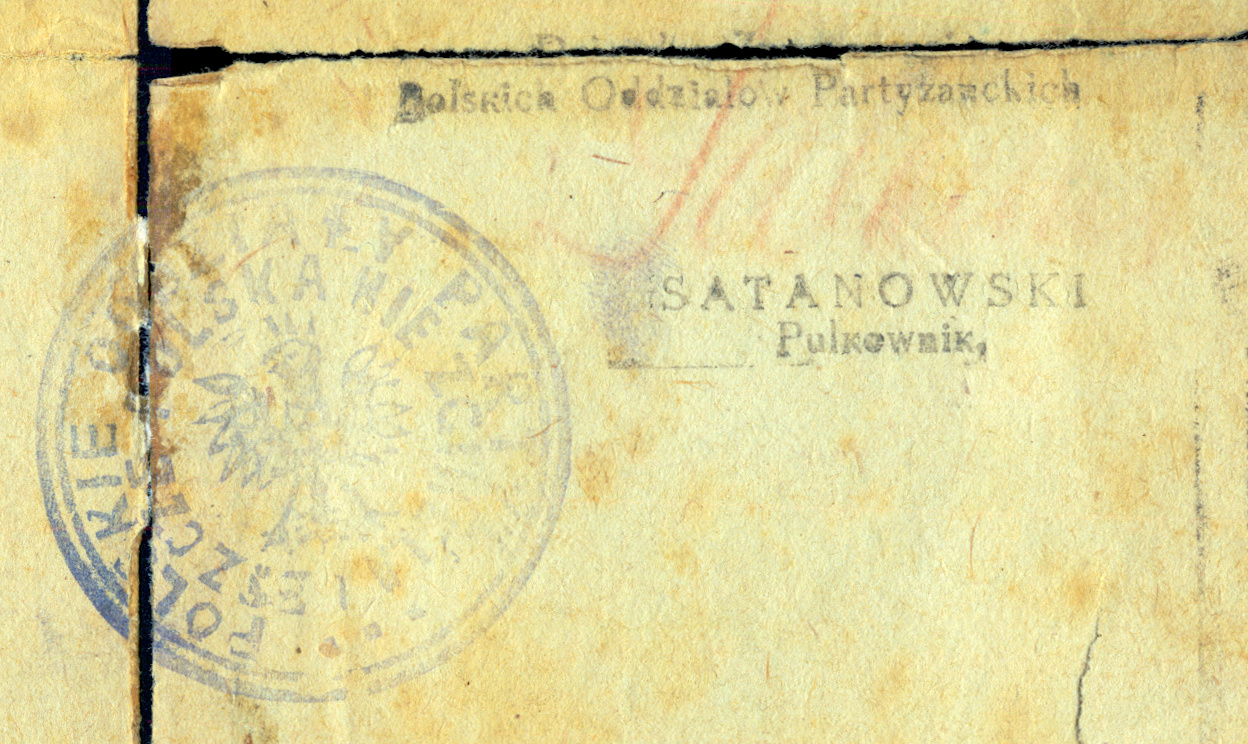
Pieczęć Polskich Oddziałów Partyzanckich „Jeszcze Polska Nie Zginęła” i podpis płk. Satanowskiego (17 maja 1944)

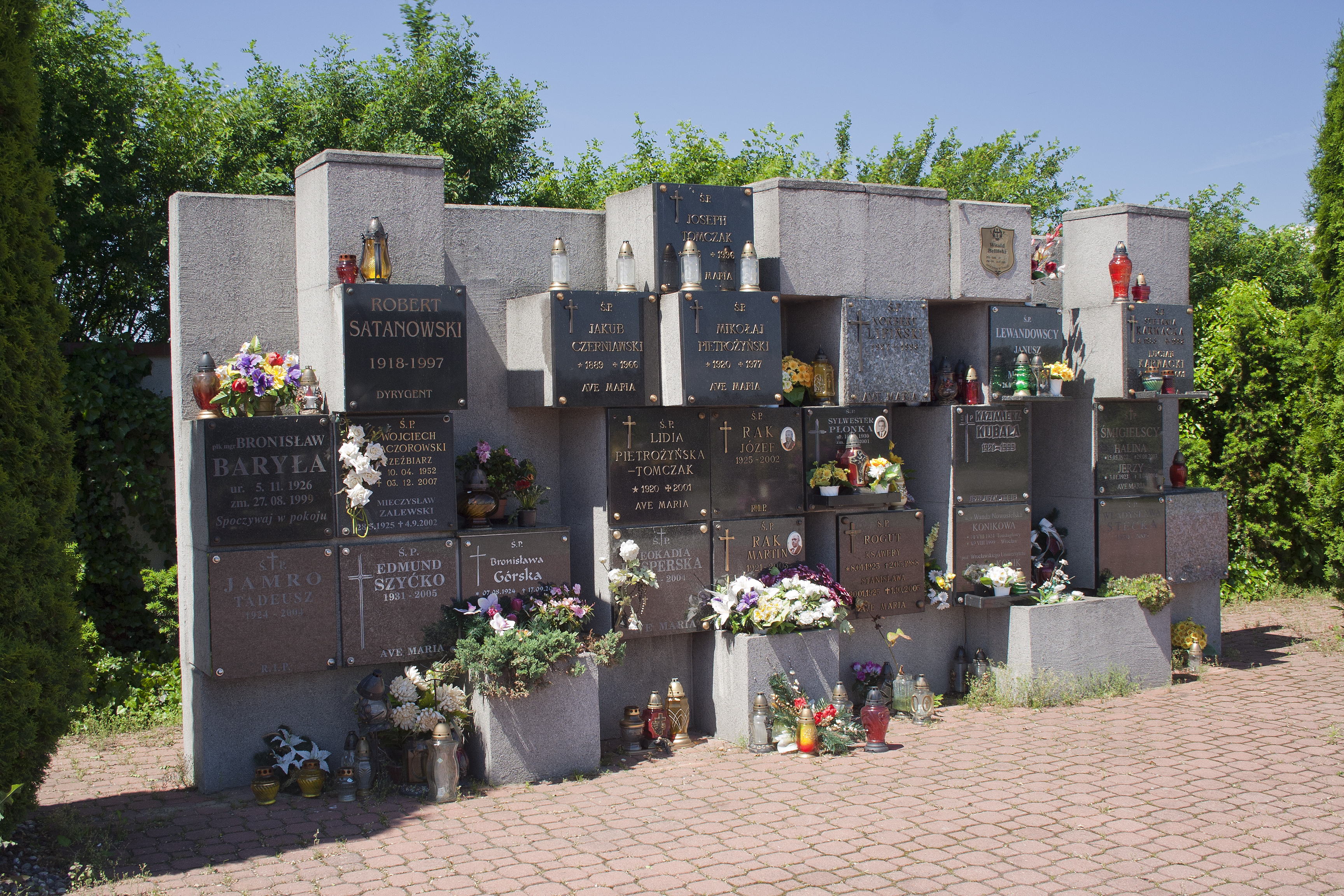
Kolumbarium na cmentarzu komunalnym Psie Pole we Wrocławiu, w którym znajduje się urna z prochami Roberta Satanowskiego

Robert Satanowski (ur. 20 czerwca 1918 w Łodzi, zm. 9 sierpnia 1997 we Wrocławiu) – polski dyrygent, generał brygady, poseł na Sejm PRL IX kadencji z ramienia PZPR.

## Życiorys
Ukończył łódzkie Gimnazjum Humanistyczne im. ks. Ignacego Skorupki. Studiował 6 semestrów na Wydziale Mechanicznym Politechniki Warszawskiej. Podczas studiów wstąpił do OMS „Życie”. W czasie okupacji pracował początkowo jako nauczyciel, a w 1942 był zatrudniony w punkcie medycznym w Jenórach. Na przełomie 1942/1943 zorganizował Zgrupowanie Partyzanckie „Jeszcze Polska nie zginęła”, podległe dowództwu partyzantki radzieckiej i objął nad nim dowodzenie. Zgrupowanie pozostawało niezależne od innych polskich organizacji podziemnych, działało na Wołyniu, jego stan liczebny wynosił ok. 1000 ludzi. Obok walki z niemieckim okupantem zgrupowanie prowadziło działalność ochronną ludności polskiej przed działalnością ukraińskiego nacjonalistycznego podziemia.
Nawiązał ścisłą współpracę z Ukraińskim Sztabem Ruchu Partyzanckiego, dzięki czemu poznał Chruszczowa. 13 lutego 1944 otrzymał od Związku Patriotów Polskich stopień pułkownika. W marcu 1944 zreorganizował zgrupowanie w strukturę dwóch brygad i objął bezpośrednie dowodzenie nad drugą z nich. Po zajęciu Wołynia przez Armię Czerwoną zgrupowanie rozwiązano, część partyzantów wcielono do ludowego Wojska Polskiego, inni przeszli na Lubelszczyznę i weszli w skład oddziałów podległych Polskiemu Sztabowi Partyzanckiemu. Satanowski został dowódcą 4 brygady nowego ugrupowania. W tym czasie stoczył 12 potyczek i dwa całodniowe boje. Następnie pełnił różne funkcje w Wojsku Polskim.
Po wojnie ukończył kurs w Akademii Wojskowej im. Michaiła Frunzego w Moskwie. Został dowódcą 49 pp, po czym zajmował inne stanowiska służbowe do komendanta Oficerskiej Szkoły Marynarki Wojennej włącznie. Na własną prośbę został zwolniony z wojska 11 listopada 1949 w stopniu komandora.
Poświęcił się karierze artystycznej, zaczynając od posady kierownika muzycznego Polskiego Radia w Gdańsku. W 1951 ukończył Państwową Wyższą Szkołę Muzyczną w Łodzi i został dyrygentem Państwowej Filharmonii w Lublinie (1951–1954), następnie został kierownikiem artystycznym Państwowej Filharmonii w Bydgoszczy (1954–1958). Nie zaniedbując wykonywania klasycznych arcydzieł światowej literatury muzycznej, wprowadzał szereg cennych i interesujących pozycji repertuarowych.
W latach 1958–1960 kształcił się w studium reżyserii Waltera Felsensteina i w studium dyrygentury Herberta von Karajana. Był dyrektorem Teatru Wielkiego im. Stanisława Moniuszki w Poznaniu, Opery Krakowskiej, Opery Wrocławskiej, w 1970 był też stałym dyrygentem gościnnym Opery w Zurychu. W okresie od 1 lutego 1982 do 15 stycznia 1991 był dyrektorem naczelnym i artystycznym Teatru Wielkiego w Warszawie. 15 września 1988 został mianowany generałem brygady.
W ostatnim okresie życia przeniósł się na Dolny Śląsk, do Radochowa i współpracował z Filharmonią w Jeleniej Górze. Ostatnie swoje koncerty poprowadził 24 i 25 maja 1997 podczas „Gali Operowej”, wieńczącej obchody 40-lecia sceny muzycznej w Bydgoszczy.

### Działalność polityczna
W latach 1985–1989 był posłem na Sejm PRL. W latach 1985–1990 był członkiem Rady Naczelnej ZBoWiD. W 1983 został wybrany w skład Krajowej Rady Towarzystwa Przyjaźni Polsko-Radzieckiej. W latach 1986–1989 był członkiem Ogólnopolskiego Komitetu Grunwaldzkiego. 11 listopada 1988 wszedł w skład Honorowego Komitetu Obchodów 70 rocznicy Odzyskania Niepodległości przez Polskę, którego przewodnictwo objął I sekretarz KC PZPR gen. armii Wojciech Jaruzelski.

## Odznaczenia
Posiadał liczne odznaczenia bojowe i wojskowe, w tym Order Krzyża Grunwaldu III kl., Krzyż Walecznych Krzyż Partyzancki, Medal za Odrę, Nysę, Bałtyk, Medal „Za zwycięstwo nad Niemcami w Wielkiej Wojnie Ojczyźnianej 1941–1945”, Medal Partyzancki I stopnia, a także odznaczenia cywilne – Order Sztandaru Pracy I klasy (1964), Krzyż Komandorski z Gwiazdą (1980) i Kawalerski Orderu Odrodzenia Polski, Medal 40-lecia Polski Ludowej, Order Czerwonego Sztandaru, Krzyż Wielki Orderu Zasługi RFN i odznaczenia czechosłowackie.

## Rodzina
Był trzykrotnie żonaty. Pierwszą żoną była Zofia Dróżdż-Satanowska – pisarka i dziennikarka, drugą – Danuta Balicka – aktorka bydgoskiego teatru oraz teatrów Poznania i Wrocławia, zaś trzecią chórzystka Grażyna Ikowska. Jego syn z pierwszego małżeństwa, Jerzy Satanowski, jest kompozytorem muzyki teatralnej i rozrywkowej.

## Literatura
- Encyklopedia II wojny światowej, Wyd. MON, 1975 s. 203, 491, 492
- Maciej Szczurowski, Dowódcy Wojska Polskiego na froncie wschodnim 1943–1945, Wyd. Ajaks Pruszków 1996 s. 120, 121
- Wiesław Rozbicki, Anegdoty i ploty o generałach, AW CB 2004
- Andrzej Szutowicz, Gen. Robert Satanowski – życiorys żołnierski, Kawaliera Drawno 2005.
- Janusz Królikowski, Generałowie i admirałowie Wojska Polskiego 1943–1990 t. III: M–S, Toruń 2010, s. 371–375
- Kto jest kim w Polsce. Informator biograficzny Wyd. Ed. 3, Interpress, W-wa 1993 s. 630
- Karol Cieślak, Poznańskie lata Roberta Satanowskiego, „Kronika Wielkopolski” nr 4 (140)2011, s. 67–73
- Zdzisław Pruss, Alicja Weber, Rajmund Kuczma, Bydgoski leksykon muzyczny, Kujawsko-Pomorskie Towarzystwo Kulturalne. Bydgoszcz 2004, s. 140–141